# تشارلز إي. دانيال
تشارلز إي. دانيال (بالإنجليزية: Charles E. Daniel)‏ هو سياسي أمريكي، ولد في 11 نوفمبر 1895 في إلبيرتون في الولايات المتحدة، وتوفي في 13 سبتمبر 1964 في غرينفيل في الولايات المتحدة. حزبياً، نشط في الحزب الديمقراطي. وقد انتخب عضو مجلس الشيوخ الأمريكي.